# Sardegna Digital Library
Sardegna Digital Library è una biblioteca digitale creata nel 2008 e gestita dalla Regione Sardegna. La biblioteca è composta da materiali multimediali volti a rappresentare la Sardegna nei suoi molteplici aspetti: culturali, storici, artistici, paesaggistici e ambientali.
La Digital Library è un portale contenente un archivio, costantemente aggiornato, di contenuti digitali della Regione Sardegna.
Per la prima volta un'istituzione mette a disposizione on line una consistente varietà di documenti multimediali catalogati.
I contenuti provengono dai siti tematici regionali, dagli archivi dell'Istituto Luce, Rai, ISRE, ESIT ed Ersat e da contributi individuali di autori sardi.

## Nascita
Il sito è stato progettato e creato durante la giunta Soru, ed è stato messo online nell'aprile del 2008.

## Contenuti
Nel portale si trovano materiale e documentazioni sulla Sardegna di vario genere: video, file audio, testi e immagini. L'archivio viene aggiornato continuamente con nuovo materiale proveniente dai siti tematici della Regione e con i contributi di autori vari. Tutto il materiale è di grande qualità e valore storico.
Il sito raccoglie e mette a disposizione di tutti i contenuti più significativi del patrimonio della Regione; i siti tematici diventano fonte ed espositori parziali degli stessi contenuti della Digital Library.
Presenta cinque sezioni Video, Immagini, Audio, Testi, Argomenti, nonché un motore di ricerca capace di interrogare le sezioni singolarmente.
Tutti i materiali, audio, video, fotografici, alcuni molto rari, sono stati digitalizzati e sono fruibili direttamente sul sito in modalità FLV e MP3; sono inoltre scaricabili in modalità podcast nei formati WMV, iPod-MP4, MP3.
Una scheda per ogni contenuto fornisce la descrizione e le informazioni relative all'autore, all'anno di produzione e alla durata, per i filmati e i file audio, alla casa editrice, al luogo e anno di edizione per le pubblicazioni, le risorse collegate, audio e immagini collegate alla scheda visualizzata, i tag (parole chiave), associati ad ogni elemento, consentono una ricerca facilitata per autore, data, argomento, e altre informazioni relative ai formati fruibili, alle dimensioni e alle risoluzioni.

## Argomenti

### GeneraleArchiviatoil 30 luglio 2009 inInternet Archive.
- Ambiente e territorio
- Archeologia
- Architettura
- Arte
- Artigianato
- Cartografia
- Economia e società
- Enogastronomia
- Eventi
- Flora e fauna
- Letteratura
- Lingua sarda
- Luoghi della cultura
- Musica
- Spettacolo
- Sport
- Storia e tradizioni

### VideoArchiviatoil 16 agosto 2009 inInternet Archive.
- Cortometraggi
- Cinegiornali
- Concerti e festival
- Convegni e seminari
- Documentari
- Documenti multimediali
- Film
- Gare poetiche
- Interviste
- Programmi televisivi
- Rappresentazioni teatrali
- Spot
- Archivio Esit
- Archivio Isre
- Archivio Istituto Luce
- Archivio Rai
- Memorie in lingua sarda

### ImmaginiArchiviatoil 1º settembre 2009 inInternet Archive.
- Ambiente e territorio
- Archeologia
- Architettura
- Arte
- Artigianato
- Economia e società
- Cartografia
- Enogastronomia
- Eventi
- Flora e fauna
- Letteratura
- Luoghi della cultura
- Spettacolo
- Sport
- Storia e tradizioni
- Collezione Cartografica
- Collezione Cocco
- Collezione Colombini
- Fondo Bentzon
- Fondo Costa (ISRE)
- Fondo Pili (ISRE)
- Fondo Pirari (ISRE)
- Fondo Suschitzky (ISRE)
- Fondo Dieuzaide (ISRE)
- Fondo Pablo Volta (ISRE)
- Raccolta Ilisso
- Fondo Biblioteca Regionale

### AudioArchiviatoil 5 agosto 2009 inInternet Archive.
- Archivio Mario Cervo [2]
- Canti a chitarra
- Canti a tenore
- Canti monodici
- Canti polivocali
- Canti sacri
- Discorsi
- Favole
- Gare poetiche
- Interviste
- Musica contemporanea
- Narrativa
- Poesie
- Strumenti
- Trasmissioni radiofoniche
- Archivio Isre
- Archivio Rai
- Archivio della Memoria
- Radio Rai Sardegna

### TestiArchiviatoil 18 marzo 2012 inInternet Archive.
- Annuari
- Atti di convegno
- Brochure
- Cataloghi
- Dizionari - enciclopedie
- Documenti d'archivio
- Guide
- Fondo Deledda (ISRE)[3]
- Libretti
- Epistolari
- Monografie - saggi
- Narrativa
- Periodici
- Poesie
- Raccolta Carlo Delfino
- Raccolta Il Maestrale
- Raccolta Ilisso